# クリスティアン・フォン・ハノーファー (1985-)
クリスティアン・フォン・ハノーファー（ドイツ語: Christian von Hannover, 1985年6月1日 - ）は、ハノーファー王国およびブラウンシュヴァイク公国の王族の子孫。ハノーファー王子、グレートブリテンおよびアイルランド王子、ブラウンシュヴァイク＝リューネブルク公。全名はクリスティアン・ハインリヒ・クレメンス・パウル・フランク・ペーター・ヴェルフ・ヴィルヘルム＝エルンスト・フリードリヒ・フランツ（Christian Heinrich Clemens Paul Frank Peter Welf Wilhelm-Ernst Friedrich Franz）。ハノーファー王家およびブラウンシュヴァイク公家家長エルンスト・アウグスト（5世）の次男。

## 概要
1985年6月1日、エルンスト・アウグスト（5世）とその最初の妻であったシャンタル・ホフリの間に第2子として西ドイツのニーダーザクセン州ヒルデスハイムで生まれた。同年7月14日にマリエンブルク城で洗礼を受けた。代父母はハノーファー王子ハインリヒ・ユリウス、クロイ公子クレメンス、パウル・シェンカー、フランク・ホフリ、ペーター・ゼイレルン伯爵、ハノーファー王子ヴェルフ・ハインリヒ、ヴィルヘルム・エルンスト・フォン・クラム男爵、メクレンブルク＝シュヴェリーン大公世子フリードリヒ・フランツ（5世）らであった。
クリスティアンはイギリス王女ヴィクトリアの子孫でもあり、イギリス王位継承順位は第409位である。
2017年11月、ペルー人女性アレッサンドラ・デ・オスマとロンドンで結婚した。
2020年7月7日、アレッサンドラがマドリードで男女の双子を出産。男児はニコラス、女児はソフィアと名付けられた。